# 지린 대학
지린 대학(중국어 간체자: 吉林大学, 정체자: 吉林大學, 병음: Jílín Dàxué, 영어: Jilin University)은 한국에서 길림대학교라고 불리며, 중국 교육부 직속의 국가중점대학, 211 공정, 985 공정에도 중점 대학으로 선정되어 있다.  중화인민공화국 지린성 창춘에 1948년 설립되어 현재 12학부로 구성된 종합 대학이다. "2018년 중국 대학교 평가"에서 10위 안에 올랐다.

## 소개
국가 중점 실험실 5개, 국가 공정 실험실 1개, 국가 지방 연합 공정 실험실 6개, 국가 공정 기술 연구 센터 1개, 교육부 인문, 사회과학 중점 연구 기지 6개, 교육부 중점 실험실 12개, 교육부 공정 연구 센터 5개, 기타 업무부 중점 실험실 21개를 보유하고 있다.
총 40개 국가에 있는 292개의 대학교 및 과학 연구 기관과 협약을 맺고 있다.

## 학교 현황[1]

### 전공
철학, 경제학, 법학, 교육학, 문학, 역사학, 이학, 공학, 농학, 의학, 관리학, 군사학, 예술학 등의 분야의  46개의 단과대학을 개설했다. 139개의 학부 전공 분야가 있고 일급 학과 석사학위 수여 권한권 60개, 일급학과 박사 학위 수여 권한권 48개, 이급 학과 석사 학위 수여 권한권 298개 이급학과 박사 학위 수여 권한권 264개, 포스트 닥터 연구기관 42개가 있다.

### 생활 시설
각 캠퍼스에 총 7개의 유학생 기숙사를 설치하고 총 916개의 방, 1573개의 침대가 있다. 캠퍼스마다 체육관, 수영장, 축구장, 농구장, 배구장, 헬스장 등 다양한 운동시설이 완비되어있다.